# Hicesi (escriptor)
Hicesi (en llatí Hicesius, en grec antic Ἱκέσιος), fou un escriptor grec mencionat per Climent d'Alexandria com a autor d'un llibre sobre misteris religiosos en el qual incidentalment descriu alguns ritus de la religió dels escites.